# Powerball
Powerball je ameriška loterijska igra, ki jo ponujajo 45 zveznih držav, Okrožje Kolumbija, Portoriko in Ameriški Deviški otoki. Koordinira jo Multi-State Lottery Association (MUSL). Od svojega uvodnega žrebanja 19. aprila 1992 do 21. avgusta 2021 so bila žrebanja Powerballa organizirana dvakrat na teden (sreda in sobota); 23. avgusta 2021 je bil dodan tretji tedenski žreb (ob ponedeljkih). Žrebanja potekajo vsak ponedeljek, sredo in soboto zvečer ob 22.59 po vzhodnem času v sedežu Florida Lottery v Tallahassee.
Od 7. oktobra 2015 igra uporablja matriko 5/69 (belih žogic) + 1/26 (Powerballs), iz katere so izbrana zmagovalna števila, kar pomeni, da je verjetnost, da osvojite jackpot pri vsakem žrebanju, 1 proti 292.201.338. Vsaka igra stane 2 dolarja ali 3 dolarje s Power Play možnostjo (sprva so bile igre Powerball na voljo za 1 dolar; ko se je začela možnost Power Play, so bile igre 2 dolarja). Uradni čas za prodajo vstopnic se konča ob 22.00 po vzhodnem času; nekatere loterije prodajo vstopnice prej. Žrebanja potekajo v studiu Florida Lottery v Tallahasseeju. Najmanjši oglaševani jackpot Powerballa znaša 20 milijonov dolarjev (anuiteta); Powerballova anuiteta se izplačuje v 30 postopno naraščajočih obrokih v 29 letih, zmagovalci pa lahko namesto tega izberejo enkratno izplačilo (gotovinska opcija). Enkratno izplačilo bo manjše od skupne vsote 30-letnih plačil, ker se pri anuitetni možnosti vsakoletno plačilo poveča za 5 %.
Februarja 2023 je Powerball izdelal največji loterijski dobitek v zgodovini, ki ga je osvojil listek, kupljen v Altadeni, Kalifornija.
Številke so bile prvotno izžrebane v West Des Moinesu, Iowa, pred selitvijo v Universal Studios Florida v Orlandu. Leta 2012 so se preselili v svoj trenutni dom v Tallahassee.

## Navedki
1. ↑  AJ Willingham. »V varovani sobi, kjer nastajajo milijonarji z Powerballom«. CNN. Pridobljeno 20. februarja 2022.
2. ↑  »Kako je Powerball manipuliral šanse, da ustvari jackpot v vrednosti 1,5 milijarde dolarjev«. The Washington Post. 13. januar 2016.
3. ↑  »Pogosta vprašanja«. Powerball. Arhivirano iz prvotnega spletišča dne 12. aprila 2011. Pridobljeno 14. aprila 2011.
4. ↑  »O Powerballu«. Powerball. Arhivirano iz prvotnega spletišča dne 24. marca 2023. Pridobljeno 12. decembra 2021.
5. ↑  »Pogosta vprašanja«. powerball.com. Pridobljeno 27. novembra 2022.
6. ↑  Andone, Aya Elamroussi,Dakin (8. november 2022). »Zmagovalni listek za 2,04 milijarde dolarjev Powerball jackpota prodan v Kaliforniji, pravijo uradniki državne loterije«. CNN (v angleščini). Pridobljeno 8. novembra 2022.
7. ↑  Sortal, Nick. »Prvi žreb Powerballa za $2 nocoj, z novim prizoriščem«. sun-sentinel.com. Pridobljeno 20. februarja 2022.
8. ↑  »The Nevada Daily Mail - Google News Archive Search«. news.google.com. Pridobljeno 20. februarja 2022.